# Itamar Even-Zohar
Itamar Even-Zohar, en hébreu : איתמר אבן-זהר, né en 1939, est un professeur et traductologue israélien de l'Université de Tel Aviv. Dans le domaine de la traductologie, il est un pionnier de la théorie des polysystèmes et de la théorie des répertoires culturels. Il fait partie du conseil scientifique de la revue Actes de la recherche en sciences sociales.